# ستول (بابوشنیتسا)
ستول (به صربی: Stol) یک منطقهٔ مسکونی در صربستان است که در Opština Babušnica واقع شده‌است.